# Vondelpark
Vondelpark je veřejný městský park v Amsterdamu, v nizozemské provincii Severní Holandsko. Tento urbanistický park se rozkládá v jižní části Amsterdamu, západně od Leidseplein a Museumplein v městské části Oud-Zuid, podél hranice městské části Oud-West. Je pojmenován podle básníka a dramatika Joost van den Vondela v roce 1867, když byla v parku umístěna jeho socha. Vondelpark je komponovaný jako anglický park, kde se střídají louky, lesíky, rybníky i volně stojící stromy s překrásnými výhledy a průhledy. Účelem tohoto architektonického stylu je navození atmosféry volné přírody. Od roku 1996 je tento park zařazen mezi národní monumenty.

## Historie

### 1864–1869
Skupina 24 obyvatel Amsterdamu založila pod vedením Christiaana Pietera van Eeghena Vereeniging tot Aanleg van een Rij- en Wandelpark (česky: Sdružení pro založení parku pro jízdu a procházku), byly zakoupeny pozemky a architekt Jan David Zocher a jeho syn Louis David Zocher byli požádáni, aby vypracovali sadovnický plán. V roce 1865 byl tento park otevřen pro členy sdružení pod názvem „Het Nieuwe Park“ (česky: Nový park). Architekt Pierre Cuypers staví v ulici Vondelstraat své první domy a na jeho návrh je v parku umístěna bronzová socha Joosta van den Vondela od sochaře Louise Royera.

### 1870–1879
Otevření hudebního pavilónu vedle současného divadla v přírodě. Zároveň byla zprovozněna fontána van Eeghenové (s pitnou vodou). Vchod do parku z ulice Amsteveenseweg je otevřen pro veřejnost. Založení konečné stanice koňské tramvaje včetně stájí u vchodu do parku z ulice Overtoom. Otevření vchodu do parku z ulice Van Baerlestraat, která do té doby u parku končila. Započato s výstavbou pavilónu Vondelpark, ulice Vossiusstraat a vylepšení drenážního systému bažinatých ploch.

### 1880–1899
Park byl oficiálně přejmenován na Vondelpark. Je započato s rekonstrukcí parku Willemspark a položení základního kamene vily Casa Quisisana v tomto parku. Byla otevřena jezdecká škola v ulici Vondelstraat a otevřen nový vchod do parku z ulice Stadhouderskade. Byl otevřen institut pro slepé a nevidomé děti na přilehlé ulici PC Hooftstraat. U budovy Het Grote Melkhuis byly vybudovány tenisové kurty.